# Stegastes obreptus
Stegastes obreptus és una espècie de peix de la família dels pomacèntrids i de l'ordre dels perciformes.

## Morfologia
Els mascles poden assolir els 12 cm de longitud total.

## Distribució geogràfica
Es troba a les Illes Ryukyu, Indonèsia, oest d'Austràlia i el nord de l'Índic fins a Sri Lanka i l'Índia.